# 週末婚
『週末婚』（しゅうまつこん）は、1999年4月9日から7月2日まで毎週金曜日22:00 - 22:54に、TBS系の「金曜ドラマ」枠で放送された日本のテレビドラマ。主演は永作博美。
同年10月に、スペシャル版が放送された。

## 概要
お互いの不幸を願う姉妹の異性関係が複雑に絡み合う愛憎劇を、今作が連続ドラマ単独初主演作になる永作博美と、松下由樹の初共演で描いた連続ドラマである。
VHSは1999年7月23日に連続ドラマ版（全5巻）、「週末婚スペシャル」が1999年12月24日に発売。2010年12月8日には「週末婚スペシャル」を含むDVD-BOXが発売された。ネット配信は2023年12月1日よりU-NEXTなどで開始された。
陽子の結婚式から5年後を、月子の目線で描いたノベライズ版では、状況設定・一部の登場人物の性格設定が大きく異なり、姉妹それぞれが自身の内面と向き合う姿をメインに描いている。同時に姉妹の確執・それに伴う周囲の対人トラブルはほとんど見られず、同時に月子と航一の勤務先でも、リストラを始めとする社内で発生するもめ事が極力少なくなっている。

## あらすじ
美人で華々しい生活を送る翻訳家の姉の陽子、普通のOLである妹の月子。大森豹と交際していた月子だったが、ある時、陽子が豹の兄、純と知り合い交際。大森家の両親が「嫁同士が実の姉妹」という状況を嫌悪。同時に陽子が純の子を妊娠した為、月子と豹の交際が破綻してしまう。惨めな思いをしたと感じた月子は、純と陽子の結婚式に乗り込み、陽子の過去を暴露。しばらく経った頃、大学卒業から事務職として勤務していた企業で、収納をアドバイスするハドルコーディネーターへの転身を勧められたり、同僚で、上司でもある矢作航一からの告白を受けた事などから、姉より幸せになってみせると一念発起。しかし結婚生活への不満を月子に責任転嫁した陽子は、月子と周辺の人物に対して悪辣な嫌がらせを開始。それを受けた月子の応戦により、確執は泥沼化してゆく。

## 登場人物

### 浅井家
浅井（矢作） 月子
演 - 永作博美
大学卒業後、父の口利きで商社の一般職へ就職。姉の陽子に対して地味な印象を持ち、思慮が浅く感情の制御が苦手・思った事を口にしてしまう等、性格にも未熟さが見られたが、豹との婚約破棄・姉との確執の後、両親の元を出てアパートで一人暮らしを開始する。同時期に上層部からの勧めで新事業へ転属。マスコミの取材を受け、雑誌に登場したことも。その直後に航一から告白を受ける。基本的にはおとなしい性格だが、幼少期からのコンプレックスの対象であり、自分の不幸の原因とみなした陽子に対して暴露・悪態などの暴挙に出たり、大森家に押し掛け、両親に中傷を吹き込んだり、社内のプロジェクトで陽子を貶める様な発言をする腹黒さを持ち合わせており、確執と対立が続くようになる。最終回では、航一から1年間の離婚猶予期間を宣言、同時に転職先の紹介にショックを受けるも、照代からのアドバイスもあり、ハドルコーディネーターとして踏ん張る事を決意する。
ノベライズ版では、全体的に未熟な言動は少なくなっており、5年間の絶縁の末に再び陽子一家と交流を持った事から、豹の近況を知る事になり、心の中にくすぶる豹への想いに気づいたり、陽子に対しての対抗心を抱いたり、航一からの告白、結婚のスタイルなど、さまざまな悩みに直面しながら成長（陽子との確執が発生しない為、性格は終始、向上心と前向きな面を持つ普通の女性として描かれている）。のちに航一の紹介で出版社へ転職し、やり手の社員として活躍。航一とは発展的な理由を付け、戸籍上の離婚をする。
浅井（大森） 陽子
演 - 松下由樹
一流大学卒業後、スペイン語の翻訳家として活躍していたが、行き詰まりを感じている。華々しい経歴だが、中2で初体験を済ませて以来、複数の男性と関係を持ったり、不倫や中絶を経験している。豹の兄として知り合った純の子を妊娠し､結婚にこぎつけるが、思った通りの幸せを得られない事を「月子が結婚式場で過去の派手な男性遍歴の数々を暴露したから」と思い込み憎悪。嫌がらせを展開した挙げ句、流産してしまう。中盤で航一がリーダーとなるバルセロナでのプロジェクトに翻訳家として参加。自分本位で傲慢な性格だが、同時に向上心の強さ・豊富な人生経験による打たれ強さも持ち合わせる。
ノベライズ版では、結婚後は傲慢な面は消失。暴露された事で月子を恨んだり、結婚生活に不満を抱いたりする場面、大森家の両親との確執は描かれず、男児を無事に出産。育児が一段落した頃、自分の存在に疑問を持ち、仕事で活躍する月子に嫉妬心を抱く等、悩んだ末に「家庭人としてどう生きるか」答えを出してゆく姿が描かれている。
浅井 広太郎
演 - 織本順吉
陽子と月子の父で団地住まい。普段はおとなしいが、陽子に侮辱された月子を叱咤激励したこともある。
浅井 路子
演 - 根岸季衣
陽子と月子の母。対立しあう娘達を注意出来ずにいる。月子が航一と暮らし始める事になった際に、母としての心境を伝えている。

### 大森家
大森 純
演 - 阿部寛
豹の兄。豹と食事中に後から来た月子に陽子を紹介され付き合い始める。陽子が妊娠したため結婚。結婚式場で月子から「陽子の過去」を暴露された時も機転を利かせ、周囲を納得させたのを始め、頭脳明晰で温厚な性格だが、ユニークな言動と迂闊な面も見られる。陽子と違い、月子に対して敵視はしておらず、むしろ彼女の同情派である。エリートサラリーマンだったが、息抜きの為にウイークリーマンションに入居。ゲイの店でホストのアルバイトをしたり、アダルトビデオにのめり込んでいた事を知られ、陽子を激怒させる。医師を目指すため会社を退職し予備校に通い始めるとともにゲイのホストとしてアルバイトも始める。スペシャルでは、怪我をした月子を救った事を理由に、試験受験を断念。逆上し周囲に嫌がらせを展開する陽子に離婚を切り出す。
ノベライズ版では勤務を続けると同時に、月子の相談に乗ったり、陽子の悩みを理解し、のちに2人目の子供を望む姿が描かれている。
大森 豹
演 - 沢村一樹
純の弟。月子と婚約していたが破綻。その後、パリで理加子と同棲を開始するが、月子への想いを見抜いた陽子に利用、航一と交際を開始した月子に対して待ち伏せ・付きまとい等を展開。月子に嫌われた上、理加子を怒らせてしまう。一旦、理加子と入籍するも、のちに発展的離婚をする。やや思慮の浅い面と兄に対してのコンプレックスが見られる。
ノベライズ版では、自らの意思で月子に別れを告げ、渡仏後、追ってきた理加子と正式に結婚。生まれた娘に「巴里」と名付ける。そして月子とは関わろうとしない。
大森 和之
演 - 神山繁
純と豹の父で資産家。少々、世間体を気にする面がみられる。純と結婚した陽子に対して、冷淡な態度で接する。
ノベライズ版では結婚式後、一切登場しない.
大森 千恵
演 - 中原ひとみ
純と豹の母。当初は月子と豹の交際に反対していなかったが、純と陽子が交際を開始すると「嫁同士が姉妹」という状況を懸念。取り入って来た陽子を気に入った事もあり、月子に豹と別れるように強要。しかし後に月子の発言によって、陽子を疎み、「胎児が純の子なのか」と月子に聞き出そうとしたり、浅井家の両親を見下す等、嫌がらせのような言動を行うが、のちに流産した陽子を気遣う場面も見られる。
ノベライズ版では結婚式後、一切登場しない。

### 矢作家
矢作 航一
演 - 仲村トオル
月子と同じ企業で働く課長。冷徹な印象を持ち、女子社員にも人気が高かったが、以前から月子に好意を抱いていた様子で、豹との破綻後、結婚を申し込む。
豹を追って行こうと月子が出した辞表を自身の手元で留め置いたり、陽子に嫌がらせされた月子を励ますなど友好的に接する。社内ではやり手で知られているが、プライベートでは、甘えん坊な面・豹の勤務先へ出張する事になった月子にキスマークを付けるなど、やや嫉妬深く大胆な行為も見られる。当初は月子から申し出があった「週末婚スタイル」に懸念を示すも、既婚の女子社員がリストラ対象になる、と聞きつけた陽子の嫌がらせを逆手に取り、月子と正式に結婚。バルセロナ関連のプロジェクトの成功を確信後、自ら通訳を依頼した陽子を含む数人のメンバーに対して一方的なリストラを敢行したことから恨みを買い、暴行を受けたことがある。父の死の直後、今の月子とはやっていけない。1年経っても気持ちが変わらなかったら離婚したいとし、転職先を紹介する。
この部分はノベライズ版では描かれておらず、5年の間に月子の上司として転属。ガウディに憧れ、建築関連の道を進んでゆく姿に変更されている。
スペシャルでは、陽子から妨害を受けた事が元で、左遷により秋田県へ単身赴任。そこで知り合った杉江と交際。本気になり、月子に離婚を切り出す。しかし出向期限満了、東京へ戻ることになった時に杉江から別れを告げられ放心するも、月子とやり直しを決意する。
矢作 照代
演 - 夏桂子（旧：夏圭子）
航一の母。結婚前に航一からの紹介で月子に会っている。死別により独居になってしまった寂しさを陽子に見抜かれて、騙される形で押し掛け、航一に追い返されたりもしたが、性格は悪い方ではなく、航一から離婚を切り出された月子から相談を受けた際に「1年間を『ひとりでも生きていける力を付ける訓練期間』にする。そして航一からすがりつかれる位の女になればいい」とアドバイスをしている。
ノベライズ版では、いっときの思いつきから、一軒家を売ろうとして､航一に注意された場面までの登場。

### その他
宮脇 理加子
演 - 川原亜矢子
豹の大学の後輩でスタイルの良い美人。帰国子女で帰国・就職後にキャリアウーマンとして雑誌に登場したことがある。以前から豹に憧れており、月子と破綻したと知ってパリへ追ってゆき、同棲を開始（この時、1ヶ月ほど欠勤をしてしまう）。陽子から月子に対しての当てつけに利用されたり、月子への想いを断ち切らない豹の態度に憤慨し、罵倒する等、紆余曲折を経て入籍。パリ～東京間を携帯電話の通話で繋ぐ形の結婚式をおこなった、はっきりした物言いをするが、性格には健気で寛大な面が多く見られる。スペシャル版では豹と戸籍上の離婚をするも、同居は続けている。
ノベライズ版では、豹より年上の38歳。月子との破綻を知って、海外赴任中だった豹に告白し結婚。女児を出産したことが、周囲のセリフのみで描かれており、本人は登場しない。
細川
演 - 須永慶
月子と航一の勤務先の広報部長。月子に対して、ハドルコーディネーターへの転身と専門学校の夜間部への通学を勧めるが、「大して期待をしてない業務」と口走っていたのを、月子に立ち聞きされてしまう（この時、月子は聞こえなかった振りをして立ち去っている）。
原 美里
演 - 戸川京子
月子の同僚だが、ハドルコーディーネーターへの抜擢を知って、嫉みの感情を露わにしてしまう。しかし、ハドルコーディネーターが、大した仕事ではないと判ると 再び友人として振る舞ったりする裏表の激しい性格。
小畑 玲子
演 - 有坂来瞳
月子の同僚、美里と違っておっとりしており、月子の浮き沈みの激しい生活に対して時として理解が付いていかない。

### 週末婚スペシャル
小野田 杉江
演 - 菅野美穂
秋田に住む郷土芸能の踊り子。単身赴任でやって来た航一と愛人関係を持ち、身の回りの世話などをおこなっていた。のちに本気になり、東京まで追って行った事から不倫が発覚。のちに月子に対して負けを認め、自ら身を引く。大酒飲みで言語に東北訛りを持ち、垢抜けない印象だが、実直で純朴・心優しい性格で友人が多い。

## スタッフ
- 脚本 - 内舘牧子
- 音楽 - 村山達哉
- 演出 - 佐々木章光、藤尾隆、池澤辰也
- 主題歌 - AN-J「笑顔が見える場所〜I WANNA GO〜」
- 挿入歌 - Favorite Blue「solitude」
- プロデューサー - 矢口久雄
- 協力 - 東通、アックス、緑山スタジオ・シティ
- タイトル画協力 - 鶴田一郎
- 制作 - テレパック
- 製作 - TBS

## 放送日程

### 連続ドラマ
| 各話                                                       | 放送日        | サブタイトル       | 演出       | 視聴率 |
| ---------------------------------------------------------- | ------------- | ------------------ | ---------- | ------ |
| 第1回                                                      | 1999年4月09日 | 私より不幸でいて   | 佐々木章光 | 14.3%  |
| 第2回                                                      | 4月16日       | 百倍にしてやり返す | 佐々木章光 | 17.1%  |
| 第3回                                                      | 4月23日       | いっそ死ねばいい!  | 藤尾隆     | 13.2%  |
| 第4回                                                      | 4月30日       | 月子の大逆襲始まる | 藤尾隆     | 14.2%  |
| 第5回                                                      | 5月07日       | 張りめぐらされた罠 | 佐々木章光 | 17.0%  |
| 第6回                                                      | 5月14日       | 絶対に結婚させない | 佐々木章光 | 14.5%  |
| 第7回                                                      | 5月21日       | スカートの下の秘密 | 藤尾隆     | 18.3%  |
| 第8回                                                      | 5月28日       | 結婚式当日の略奪   | 藤尾隆     | 17.9%  |
| 第9回                                                      | 6月04日       | ラブホテルの秘密   | 佐々木章光 | 15.5%  |
| 第10回                                                     | 6月11日       | 女子トイレの対決!  | 佐々木章光 | 15.2%  |
| 第11回                                                     | 6月18日       | 男に夫を盗まれた妻 | 池澤辰也   | 16.4%  |
| 第12回                                                     | 6月25日       | 義兄との禁断の情事 | 藤尾隆     | 17.9%  |
| 最終回                                                     | 7月02日       | どん底まで落ちて   | 佐々木章光 | 16.9%  |
| 平均視聴率 16.0%（視聴率は関東地区・ビデオリサーチ社調べ） |               |                    |            |        |

### スペシャル
- 2時間スペシャル（21:00 - 22:54）。

| 放送日        | サブタイトル                                                                                             | 演出       | 視聴率 |
| ------------- | --- | ---------- | ------ |
| 1999年10月1日 | 衝撃の急展開!! 航一に愛人が! 離婚を迫られる月子に陽子の高笑いが響く! 姉妹バトル最終決戦、血みどろの120分 | 佐々木章光 | 15.5％ |

## 受賞歴
- 連続ドラマ
  - 第21回ザテレビジョンドラマアカデミー賞[2]
    - 主演女優賞（永作博美）
    - 助演女優賞（松下由樹）